# Weigela hortensis
Weigela hortensis är en tvåhjärtbladig växtart som först beskrevs av Sieb. och Zucc., och fick sitt nu gällande namn av Karl Heinrich Koch. Weigela hortensis ingår i släktet prakttryar, och familjen Diervillaceae. Inga underarter finns listade i Catalogue of Life.

## Bildgalleri

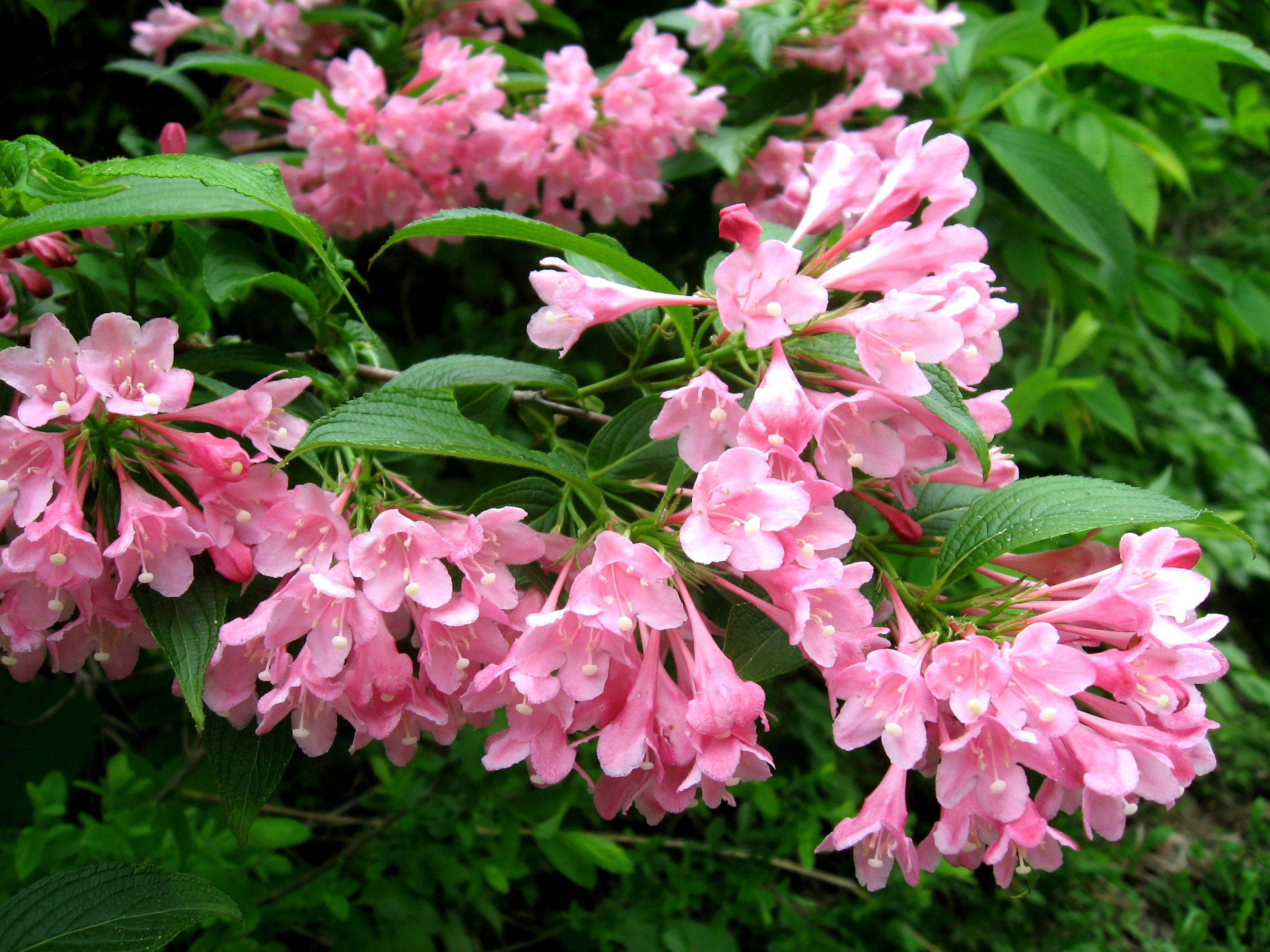